# ルイ・デシャン
ルイ・アンリ・デシャン（Louis Henri Deschamps、 1846年5月25日 - 1902年8月8日）は、フランスの画家である。フランス南東部のモンテリマール出身の画家で、主に風俗画、人物画を描いた。

## 略歴
フランス南東部のモンテリマールで生まれた。幼い頃から絵の才能を示し、モンテリマールで学んだ後、リヨン国立高等美術学校でミシェル・デュマ（Michel Dumas:1812-1885）やジャン＝マリー・レニエ（Jean-Marie Reignier: 1815-1886）に学んだ後、1872年になってパリ国立高等美術学校に入学し、アレクサンドル・カバネルの学生になった。パリのサロンに1872年から出展し、サロンが民営化されると国民美術協会の展覧会に1900年まで出展し、ボルドーの美術愛好者協会の展覧会にも出展した 。1877年にサロンで銅メダルを受賞し、1889年のパリ万国博覧会の展覧会でもメダルを受賞した。1892年にレジオンドヌール勲章（シュバリエ）を受勲した。
パリで活動した間も毎年数か月を故郷のモンテリマールで過ごした。1900年のパリ万国博覧会の展覧会で金メダルを受賞した後体調を崩しモンテリマールに引退した後、1902年に同地で亡くなった。
デシャンは主にアカデミック美術のスタイルで農村の人々の日常生活を描いた。美術教師としても働き、デシャンが教えた画家にはウィリアム・マーシャル・ブラウン（William Marshall Brown: 1863–1936）やフローレンス・マックービン（Florence MacKubin: 1857–1918）、フランシス・キャロライン・フェアマン（1839-1923）、ハリエット・ハルヘッド（Harriet Halhed: 1850–1933）、アリス・ストーン（Alice Stone: 1859-1952）といった英語圏の画家たちや、モンテリマール出身のルイ・ディスクール（Louis Discours: 1870-??）やシャルル・ドリヴォン（Charles Drivon: 1860-??）らがいる。

## 作品

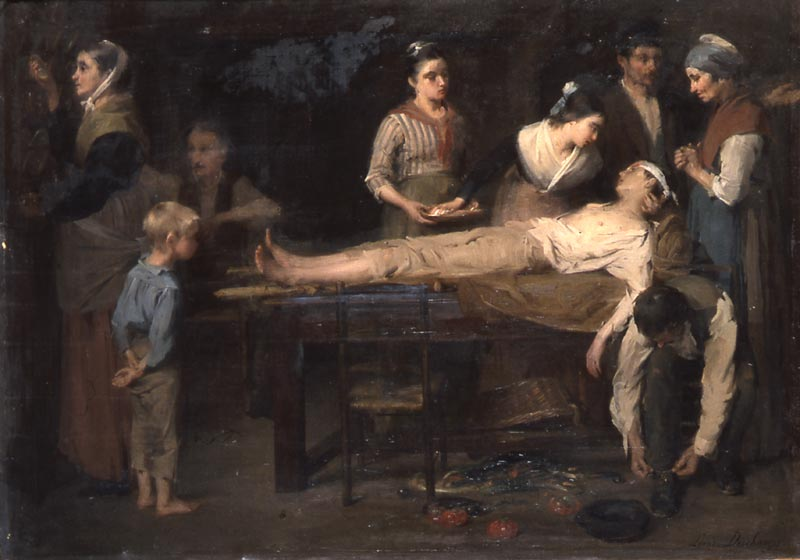
フレデリック・ミストラルの詩「ミレイユ」から (1881) Calvet Museum
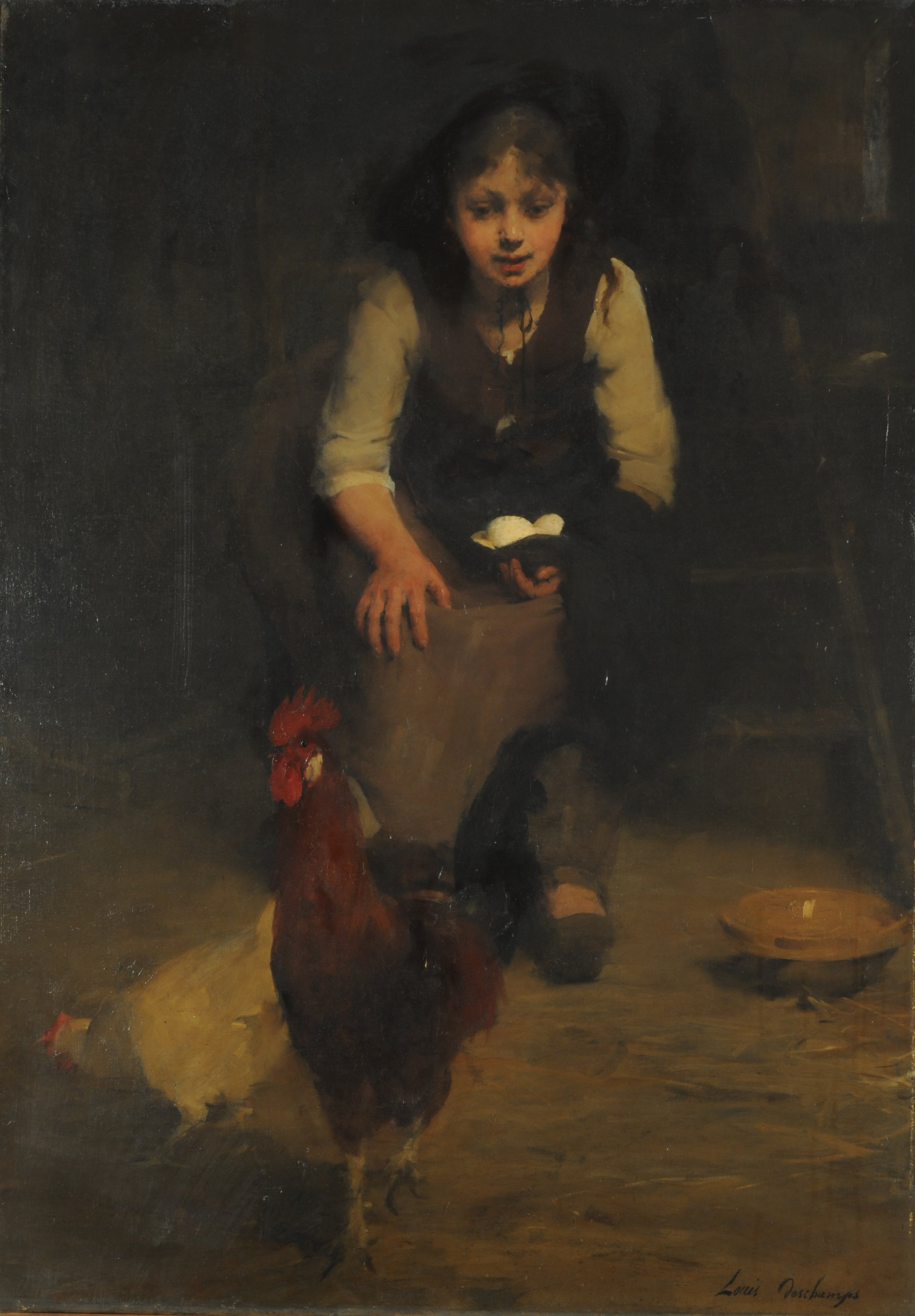
鶏舎で アルゼンチン国立美術館
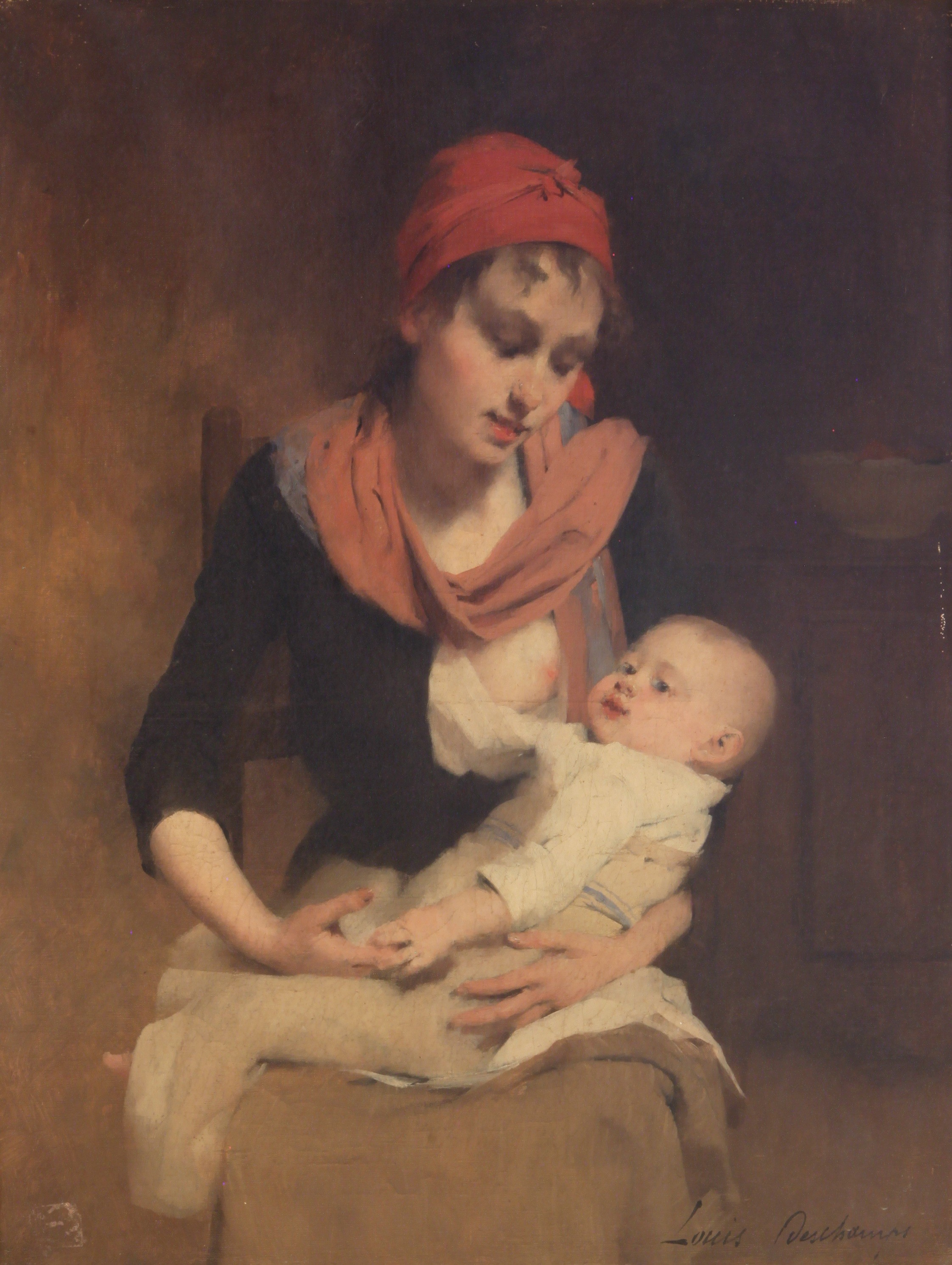
若い母親 アルゼンチン国立美術館